# Bluefield (West Virginia)
Bluefield ist eine City im Mercer County des Bundesstaates West Virginia, USA. Das U.S. Census Bureau ermittelte bei der Volkszählung 2020 eine Einwohnerzahl von 9658.

## Einwohnerentwicklung
| Jahr | Einwohner | Veränderung |
| ---- | --------- | ----------- |
| 1940 | 25.000    |             |
| 1950 | 21.506    | −14,0 %     |
| 1960 | 19.256    | −10,5 %     |
| 1970 | 15.921    | −17,3 %     |
| 1980 | 16.060    | + 0,9 %     |
| 1990 | 12.756    | −20,6 %     |
| 2000 | 11.451    | −10,2 %     |
| 2010 | 10.447    | −8,8 %      |
| 2020 | 9658      | −7,6 %      |

Quelle: US Census Bureau

## Söhne und Töchter der Stadt
- Charlie Barnett (1954–1996), Komiker und Schauspieler
- Herbert Coleman (1907–2001), Filmproduzent und Regisseur
- Argyle Goolsby (* 1979), Horrorpunk-Musiker
- James Kee (1917–1989), Politiker
- Luke Jordan (1892–1952), Blues-Gitarrist und Sänger
- John Forbes Nash Jr. (1928–2015), Mathematiker und Wirtschaftsnobelpreisträger
- Maceo Pinkard (1897–1962), Komponist, Songtexter und Musikverleger
- Norman I. Platnick (1951–2020), Arachnologe